# BMW Park
El Rudi-Sedlmayer-Halle, conocido por motivos de patrocinio como BMW Park, es un estadio cubierto ubicado en Sendling-Westpark, Munich, Alemania. Inicialmente recibió el nombre del presidente de la Asociación Estatal de Deportes de Baviera. El pabellón, de 6.700 asientos, se abrió en 1972 para albergar los partidos de  baloncesto de los Juegos Olímpicos de Verano de 1972. Desde su remodelación en 2011 es la sede donde disputa sus partidos el Bayern Múnich  de la Basketball Bundesliga.

## Situación y entorno
El pabellón está situado en el suroeste de Múnich, en el lugar de conexión de la A96 con el Anillo Mittlerer, la carretera interna del barrio del parque Sendling West. Se puede llegar en coche por la carretera principal B2R, salida Grüntenstraße. En transporte público, se puede llegar al pabellón en las líneas de metro U4 / U5 en la parada Heimeranplatz y en la línea de autobús 133 en la parada Siegenburger Straße.

## Arquitectura
El arquitecto Georg Flinkerbush esbozó la sala como una rotonda con una fachada exterior de aluminio, en la que un edificio bajo rectangular se conecta a ambos lados, en el que el edificio principal parece permear. La base circular del edificio principal se rejuvenece hacia la parte superior allí hasta la construcción de la cubierta de transporte libre que se hunde automáticamente en el medio.
- Base: 2.516 m²
- Diámetro del edificio principal: 56.60 metros

El pabellón ofrece lugar en eventos deportivos para hasta 7.200 espectadores, aunque se limita a 6.500 pare el baloncesto. También dentro de la arena hay un restaurante y una sala de calentamiento.

## Eventos
- Baloncesto en los Juegos Olímpicos de Múnich 1972
- En 1975, sirvió como uno de los lugares de rodaje de la película de ciencia ficción Rollerball.
- El 23 de abril de 1983 se celebró el Festival de la Canción de Eurovisión.